# 納西族播棋
納西族播棋，當地話俗稱取母猪小猪是流行於納西族的播棋類遊戲，與老牛棋、越南播棋同樣有大小子。

## 棋具
- 每方三個小洞，各分一列。

- 以石頭作棋子。每方十枚小棋子、一枚大棋。

## 規則
- 初始佈置時，己側在兩個任意洞各放五顆小棋子，剩下一顆放大棋子。

- 每回合玩家輪流行棋從己方有棋子的大洞所有棋子，順時鐘方向分配到其他的小洞中，一洞分配一顆，直至分配完。當最後一顆棋子落下時，需從其第一順位棋洞取走所有棋子再以同方向進行分配，直到最後分投的棋子落下時其第一順位棋洞為空洞時方結束回合，並將第二順位棋洞的棋子全部取走，作為分數。然後繼續同方向檢驗，只要奇數順位為空洞，偶數順位有棋子，便持續取走，直到條件不合。

- 大小棋子差別只在於算分不同，同樣可分投、取走，無任何順序。

- 若棋盤剩下一枚棋子或僵持不下，開始計算分數，小棋子算一分，大棋子算五分。多分者勝。[1][2]